# Geghadir (Aragacotn)
Geghadir – wieś w Armenii, w prowincji Aragacotn. W 2011 roku liczyła 590 mieszkańców.